# Positronics
Positronics was de eerste growshop in Amsterdam en Europa die zich specifiek richtte op de thuiskweek van Nederwiet, ook wel homegrowing genoemd. Het werd in 1985 opgericht door Wernard Bruining, de voormalig eigenaar van Mellow Yellow, de eerste coffeeshop in Amsterdam. 
Positronics produceerde en verkocht alle benodigdheden voor de kleinschalige biologische thuisteelt, zoals zaden en stekken, meststoffen en eigen lichtsystemen. Toen de productie van meststoffen en potgrond te veel stankoverlast dreigde te veroorzaken in de stad werd deze activiteit verplaatst naar het daarvoor opgerichte bedrijf Bio-Bizz in Groningen. Positronics hanteerde een gesloten lidmaatschapssysteem om grootschalige kwekers buiten de branche te houden, klanten dienden lid te zijn van de Sinsemilla Fanclub die op haar hoogtepunt ongeveer 3500 leden telde. Positronics verkocht niet alleen kwekerijbenodigdheden maar propageerde ook een leefstijl, er was een coffeeshopgedeelte met wietverkoop en een vegetarisch restaurant zodat kwekers en consumenten elkaar konden ontmoeten en van elkaar leren. Positronics richtte het tijdschrift Soft Secrets op en er werden instructievideo's en een voorbeeldopstelling van een kleine kwekerij getoond. Het bedrijf ontving journalisten uit binnen- en buitenland en groeide uit tot een bedrijf van 60 werknemers en een omzet van 6 miljoen gulden. Desondanks ging Positronics in 1997 failliet door interne problemen.